# 永遠の時効
「永遠の時効」（えいえんのじこう）は、『小説すばる』（集英社）2006年3月号に掲載された、横山秀夫による日本の短編推理小説。『第三の時効』と同じ「F県警強行犯係」シリーズ。アンソロジーには収録されているが、著者名義の単行本には未収録である。
2014年6月25日に中村俊介主演でテレビドラマ化された。

## テレビドラマ
「横山秀夫特別企画 永遠の時効」として、2014年6月25日にテレビ東京「水曜ミステリー9」にて放送された。同枠で横山の作品が映像化されるのは初めてである。TBSテレビでテレビドラマ化された『第三の時効』と同じく、舞台は山梨県警察となっている。

### キャスト
山梨県警察
- 田中武次（強行犯捜査一係主任 取調官） - 中村俊介
- 朽木泰正（強行犯捜査一係班長） - 田中哲司
- 森隆弘（強行犯捜査一係） - 鈴之助
- 殿村（強行犯捜査一係） - 川口力哉
- 楠見正俊（強行班捜査二係班長） - 光石研
- 屋敷修（特殊班捜査係） - 相島一之
- 田畑昭信（捜査一課長） - 矢島健一
- 尾関泰嗣（刑事部長） - 伊武雅刀

その他
- 阿東久司（東西新聞報道部） - 鈴木一真
- 魚住貴子（スナックのママ） - 洞口依子
- 田中秀子（田中武次の母） - 岡本麗
- 安土（阿東の上司） - 菅田俊
- 丹羽奈保子（監禁レイプ事件被害者） - 入来茉里
- 丹羽文代（奈保子の母） - 栗田よう子
- 赤坂唯（ホステス） - 田代さやか
- ピエロ - 加藤良輔
- 清水優、渡辺航、青山勝、伊藤毅、菊田大輔、永岡佑、鯨井康介、斧口智彦、長部努、山田昌 ほか

### スタッフ
- 監督 - 榎戸耕史
- 脚本 - 窪田信介
- 原作 - 横山秀夫 「永遠の時効」（『小説すばる』所収）
- 警察監修 - 古谷謙一
- 医療監修 - 中澤暁雄
- 技術協力 - バル・エンタープライズ
- 編集・MA - ザ・チューブ
- CG - イレブングラフィックス
- チーフプロデューサー - 橋本かおり
- プロデュース - 阿部真士、梶野祐司、越智貞夫
- 企画協力 - コブラピクチャーズ
- 製作 - テレビ東京、BSジャパン、ホリプロ